# Api (bebida)
El api (del quechua api, 'mazamorra', 'colada') es una bebida de origen prehispánico que se continua consumiendo en los actuales países de Argentina, Bolivia y Perú.
Se elabora a partir de granos de maíz morado, lo que le otorga su característico color. Además, se le agrega maíz amarillo molido, azúcar, canela en rama y clavo de olor. Generalmente se sirve caliente para mantener su sabor, aunque también existe una versión fría.
El consumo del api proviene desde épocas prehispánicas. Una de las menciones más antiguas de esta bebida es del cronista Inca Garcilazo de la Vega, mencionando que los indios del Perú (refiriéndose al Virreinato del Perú) consumían este tipo de alimento.

También hacían gachas, que llaman api, y las comían con grandísimo regocijo, diciéndoles mil donaires, porque era muy raras veces.
Inca Garcilazo de la Vega, Comentarios reales

## Argentina
En Argentina es consumida en el oeste del noroeste del país, en las provincias de Jujuy, Salta, Tucumán y partes de Catamarca. Uno de los mejores lugares para probar el api es en el Mercado de Tilcara (Jujuy), donde desde muy temprano las vendedoras lo sirven caliente en sus puestos. También se pueden adquirir bolsitas de api preparado y desecado, para poder prepararlo en cualquier lugar, con sólo agregarle agua caliente.

## Bolivia
En Bolivia, se consume en la zona andina de los departamentos de  Oruro, La Paz, Potosí, y Cochabamba, a fines del siglo XX se fue extendiendo hacia el oriente y sur del país (Santa Cruz, Tarija,Chuquisaca, Beni, Pando y el Chaco boliviano), aunque no es tan consumido en estas regiones, se suele preparar y servir de distintas maneras. En la Feria de la Alasita en la ciudad de La Paz, abunda la venta de esta bebida como también en los mercados populares de Oruro. Su olor está presente en las terminales de bus, en el alba del Carnaval orureño (junto con el del té con té), y en las frías tardes en el altiplano boliviano. 

## Perú
En Perú se consume sobre todo en la zona sur andina del país (Puno, Cusco,  y Arequipa) también es muy tradicional en el departamento de Tacna. Se suele potenciar su sabor agregándole fruta picada, como membrillo, manzana, piña, y cáscara de piña o zumo de limón.